# Ubiory indyjskie
Tradycyjny indyjski strój różni się pod względem kolorystyki i stylu w zależności od regionu, czego przyczyną są między innymi zmiany klimatyczne. Popularne ubrania to zazwyczaj drapowane tkaniny, takie jak sari w przypadku kobiet i dhoti lub lungi w przypadku mężczyzn. Dodatkowo, częściowo pod wpływem historycznego panowania Brytyjczyków, noszone są spodnie i koszule w stylu zachodnim.

## Z czego się składa codzienny ubiór?

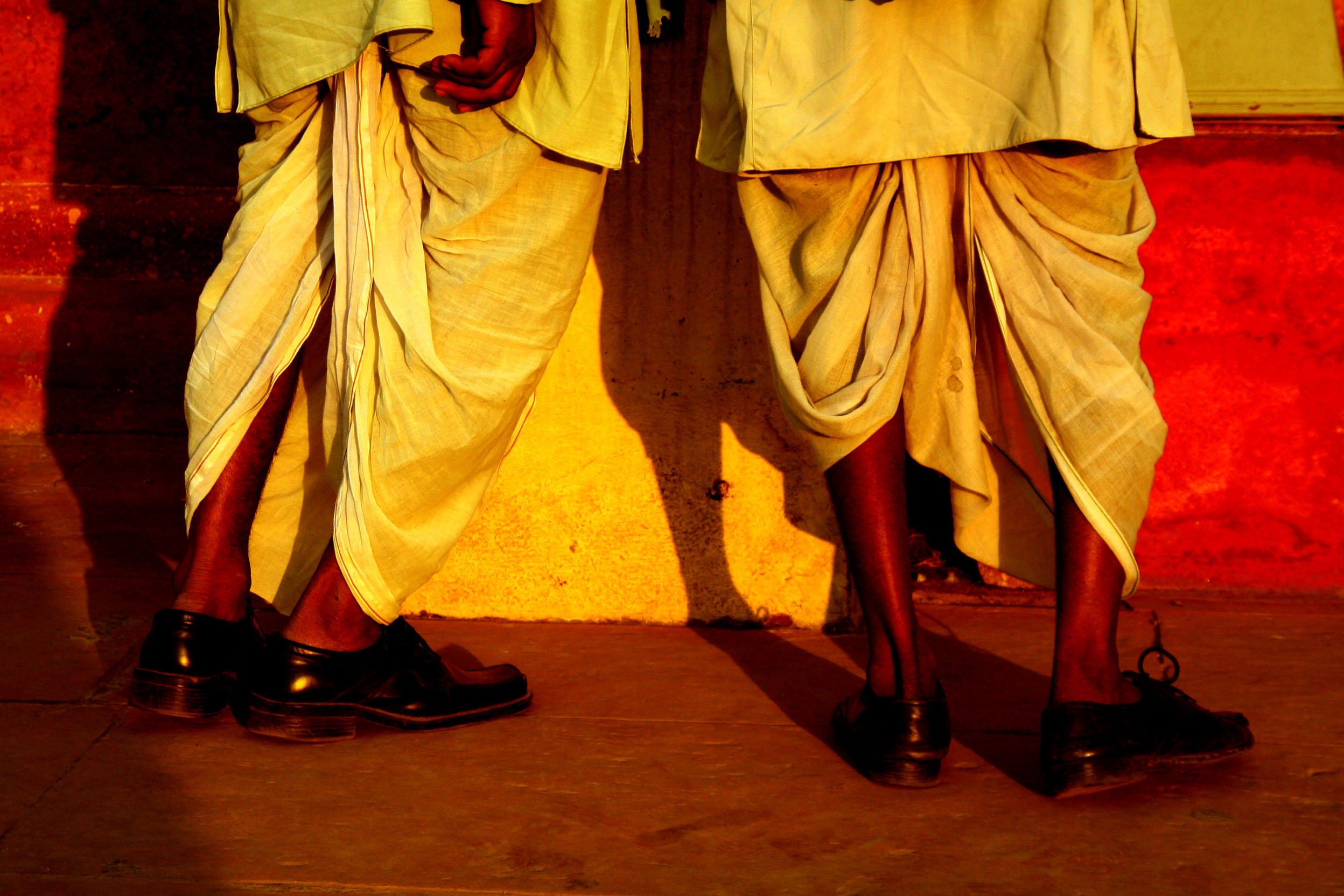
Dhoti

- Sari (Hindi, Gujarati i Marathi - sari, w Kannada - seere, Telugu – cheera, a w Tamil jako podavai) - jedwabny lub bawełniany materiał, długości 5-10 metrów, w zależności od stylu drapowania. Głowa sari - pallu - długości ok. 70–80 cm, często zdobiona kwiatową ornamentyką. Najpopularniejszym stylem drapowania jest nivi style. Sari nosi się wraz z krótką bluzeczką choli. Sari ubiera się na halkę (znaną jako półhalkę) zwaną ghagra/lehenga/pavada/pavadaia.

Sari jest bardzo długim pasem materiału, którego się nie zszywa, długości 5-6 metrów. Ubiór może być drapowany na kilkanaście stylów. Najbardziej popularnym jest zawijanie dookoła talii, z końcem udrapowanym na ramieniu. Biurowa etykieta zabrania noszenia krótkich choli bez rękawków. Również kobiety pracujące w siłach zbrojnych oraz nauczycielki akademickie zakładają choli z krótkim rękawem zakrywającym talię.
- Choli – mała bluzeczka zakładana do sari lub do spódnicy - ghagry/lehengi.
- Ghagar – zwana również lehenga/pavada/pavadaia. Spódnica noszona wraz z choli (często również z dupattą jako strój weselny).
- Dhoti – strój męski. Jest to kawałek materiału długości 4- 5 metrów upinany w pasie.
- Kurta – luźna koszula sięgająca kolan dla mężczyzn, jak i kobiet. Noszona z salwarem, dhoti lub churidarem.
- Churidar – spodnie ze strechem męskie jak i damskie, przyległe do nogi. Noszone z kurtą lub kameez.
- Kamiz – znany również jako qamiz, najbardziej popularny w północnych Indiach; ozdobna tunika, z rozcięciami po bokach, zarówno damska jak i męska.
- Achkan – długi, męski płaszcz, sięgający za kolana. Zapinany na guziki. Noszony na północy Indii głównie przez Shików, arystokrację oraz Muzułmanów.
- Pardaa, curtain, czyli zasłona. Takie miała Aishwarya, gdy po raz pierwszy ujrzała Abhiego w „Umrao Jaan”.
- Burkalungi – znane jako mundu, kaavi munde, munda, panche, Kaili, Saaram, Chaaram, weselne lungi to kasavu. Materiał bawełniany upinany w pasie, znany również jako dhoti. W stanie Kerala noszone jest przez kobiety i mężczyzn. W stanie Tamil Nadu noszone wyłącznie przez mężczyzn.
- Dupatta – znana jako chunri lub chunni. Zwiewny szal, wykonany najczęściej z bawełny, szyfonu, żorżety, długości ok. 2 m i szerokości ok. 50–100 cm. Weselne dupatty odznaczają się ogromną ilością ozdób. Noszona do salwar kameez, ghagra choli.
- Nehru Jacket – męska kamizelka sięgająca kolan.